# Eye of the Tiger (album)
Eye of the Tiger – trzeci longplay zespołu Survivor wydany w 1982 roku. Zawiera singiel "Eye of the Tiger", który pojawił się w filmie Rocky III.

## Spis utworów
1. "Eye of the Tiger" (Peterik, Sullivan) - 4:06
2. "Feels Like Love" - 4:08
3. "Hesitation Dance" (Peterik, Sullivan) - 3:52
4. "The One That Really Matters" - 3:32
5. "I'm Not That Man Anymore" - 4:49
6. "Children of the Night" (Peterik, Sullivan) - 4:45
7. "Ever Since the World Began" (Peterik, Sullivan) - 3:46
8. "American Heartbeat" (Peterik, Sullivan) - 4:10
9. "Silver Girl" (Peterik, Sullivan) - 4:52

## Skład
- Dave Bickler: wokal
- Frankie Sullivan: gitara
- Jim Peterik: gitara, keyboard
- Stephan Ellis: gitara basowa
- Marc Droubay: perkusja